# 安德烈·勃列日涅夫
安德烈·尤里耶維奇·勃列日涅夫（羅馬化：Andrey Yuryevich Brezhnev；1961年3月15日—2018年7月10日），前蘇聯領導人和蘇共中央總書記列昂尼德·勃列日涅夫的長孫，尤里·勃列日涅夫的長子。

## 生活和事業
他是尤里和柳德米拉生下的兩個兒子之一。安德烈·勃列日涅夫指責俄羅斯聯邦共產黨偏離共產主義思想，並在90年代末推出了不成功的全俄共產主義運動。到2004年，安德烈已經成為一個成熟的俄共成員。

## 外部連結
- 勃列日涅夫的家譜 （页面存档备份，存于）
- 安得烈·尤里耶維奇·勃列日涅夫簡介
- 總書記列昂尼得·勃列日涅夫的孫子安德烈·勃列日涅夫 - “爺爺想要退休，但黨內同志並不希望他離開”